# Liopropoma lunulatum
Liopropoma lunulatum is een straalvinnige vissensoort uit de familie van zaag- of zeebaarzen (Serranidae). De wetenschappelijke naam van de soort werd voor het eerst geldig gepubliceerd in 1863 door Guichenot.
De vis wordt gevonden op een diepte van 100-350 meter. Hij komt voor in de Grote en de Indische Oceaan.